# Irish League 1897/1898
Osmý ročník Irish League (1. irské fotbalové ligy) se konal letech 1897 a 1898. Celkem soutěž hrálo šest klubů.
Sezonu vyhrál popáté ve své historii klub Linfield FC..